# Antonín Michael Dignovity
Antonín Michael Dignovity (anglicky Anthony Michael Dignowity, 18. ledna 1810 Kaňk u Kutné Hory – 22. dubna 1875 San Antonio) byl česko-americký lékař, kolonista, spisovatel a abolicionista. Je uváděn jako první český přistěhovalec v americkém státě Texas, usazený v San Antoniu. Pro své abolicionistické postoje byl v době americké občanské války donucen k útěku z Texasu do Washingtonu, D.C., kde přijal místo ve federálních službách.

## Život

### Mládí
Narodil se v Kaňku u Kutné Hory ve středních Čechách v rodině Václava a Kateřiny Dignovitých. Posléze se rozhodl z Rakouského císařství emigrovat kvůli své účasti v Listopadovém povstání v Polsku roku 1830 a později přijatým konskripčním zákonům do Spojených států a roku 1832 tak absolvoval plavbu z Hamburku do New Yorku. Patřil tak k jedněm z prvních novodobějších českých emigrantů v USA. Následně vystřídal celou řadu profesí a cestoval za prací napříč státy: pracoval na bavlníkových plantážích a vynalezl vlastní stroj na čištění bavlny. Po jistou dobu také žil společně s domorodými obyvateli kmene Creek, u nichž zkoumal a mapoval jejich kulturu. Posléze vystudoval medicínu na Cincinnati College v Cincinnati, Ohio a stal se lékařem. Roku 1843 se v Little Rock v Arkansasu oženil s Amandou J. McCann.

### V Texasu
Počátkem 40. let 19. století pak využil možnosti přihlásit se jako dobrovolník k boji v americko-mexické válce a absolvoval s celou skupinou náročnou cestu tisíce kilometrů volnou krajinou do Texasu. Zde se následně usadil v San Antoniu, kde pak začal působit jako lékař a posléze pak jako podnikatel a obchodník s pozemky. Byl přesvědčeným abolicionistou, tedy kritikem otroctví, za což čelil v Texasu šikaně a politické persekuci. Nakrátko byl po údajném podvodu s nákupem pozemků uvězněn a následně propuštěn po osobní intervenci guvernéra Texasu a jeho osobního přítele Sama Houstona. Aby očistil své jméno, vydal roku 1859 autobiografickou knihu Bohemia Under Austrian Depotism, jež kritizuje princip tlaku veřejného mínění a americký právní systém. Stal se tak jedním z prvních v Čechách narozených autorů, kteří v USA publikovali literární dílo.
Napětí okolo jeho osoby bylo nadále stupňováno a roku 1861 jen těsně unikl pokusu lynčujícího davu o jeho oběšení na náměstí v San Antoniu. Dignovity odjel před dalším nebezpečím na koni až do Washingtonu, jeho majetek mu byl následně konfederační vládou zabaven a jeho synové byli násilně odvedeni do armády Konfederovaných států amerických. Dignovity ve Washingtonu získal místo federálního úředníka. Po skončení války roku 1865 se do San Antonia navrátil a nadále zde žil jako respektovaný občan.

### Úmrtí
Antonín Michael Dignovity zemřel 22. dubna 1875 v San Antoniu ve věku 65 let a byl zde také pohřben.

### Po smrti
Čtvrť na někdejším okraji města, kde stojí Dignovityho rodinný dům, byla po jeho smrti pojmenována Dignowity Hill.